# Phalangopora regularis
Phalangopora regularis är en nässeldjursart som beskrevs av James Barrie Kirkpatrick 1897. Phalangopora regularis ingår i släktet Phalangopora och familjen Stylasteridae.
Artens utbredningsområde är Indiska oceanen. Inga underarter finns listade i Catalogue of Life.